# 斯塔拉雷加河
53°42′51″N 15°40′21″E / 53.71417°N 15.67250°E
斯塔拉雷加河是波蘭的河流，位於該國北部，處於西波美拉尼亞省，屬於雷加河的左支流，河道全長25公里，流域面積172平方公里。